# Элментейта (озеро)
Элменте́йта (Элменте́ита, Эльментейта, Элементейта, Эльментайта; англ. Elmenteita, Elementaita) — экваториальное мелководное бессточное озеро в Восточной Африке.

## География

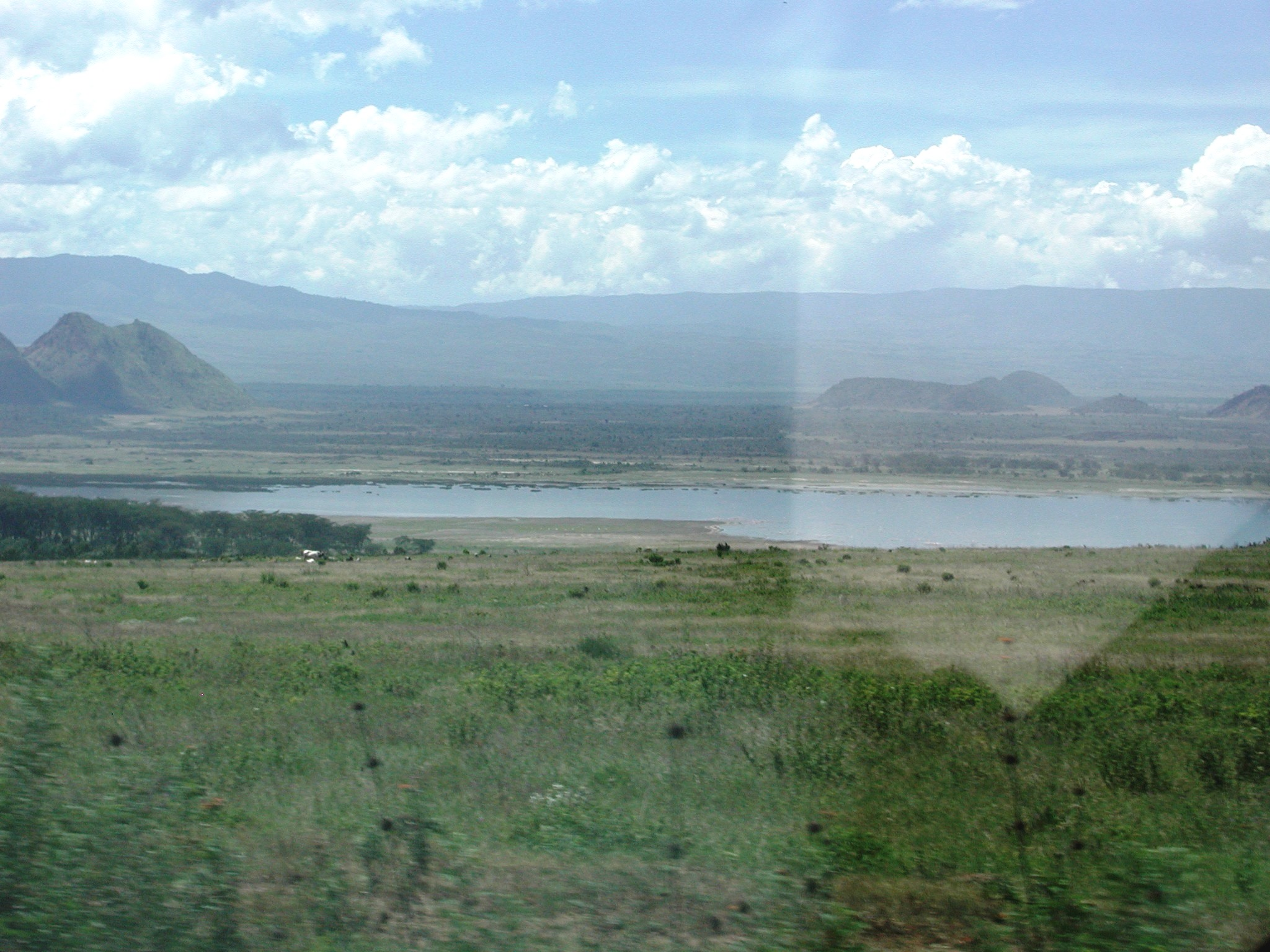
Вид на озеро с шоссе Найроби—Накуру

Озеро находится в дистрикте Накуру провинции Рифт-Валли, на 120 км северо-западнее столицы Кении Найроби. Расположено южнее вулкана Эбурру, в восточной части Восточно-африканского разлома.
Единственная впадающая река — Меророни. Озеро расположено на высоте 1776 метров над уровнем моря. Площадь — 20 км². Средняя глубина — 0,9 м. В окрестностях озера осадки выпадают редко, поэтому уровень озера постоянно понижается и вода имеет повышенное содержание солей. В связи с этим рыба в озере не водится. На берегах же гнездятся многочисленные стаи фламинго и пеликанов, выводящих здесь птенцов.
На побережье озера находится город Гилгил.

## История
В 1927—1928 годах в районе озера Эльментейта проводились археологические раскопки под руководством англичанина Л. Лики, при которых были обнаружены скелеты ископаемых людей, также названных по месту находки «эльментейта». Находки были сделаны в пещере Гембль вблизи озера. Кости находились в скорченном положении и были густо посыпаны охрой.
Судя по кремнёвым орудиям и остаткам керамики, люди из Эльментейта жили в эпоху неолита. Они отличались высоким ростом, значительно удлинённым черепом, узким и высоким лицом. Антропологически они близки к другим ископаемым людям эпохи неолита и мезолита, кости которых открыты в Кении в районе озёр Накуру и Найваша, а также в ущелье Олдовай в Танзании.
Люди из Эльментейты и других указанных мест относятся к древнеэфиопскому антропологическому типу.